# Euthalia themistocles
Euthalia themistocles är en fjärilsart som beskrevs av Charles Oberthür 1907. Euthalia themistocles ingår i släktet Euthalia och familjen praktfjärilar. Inga underarter finns listade i Catalogue of Life.